# Делмар (Мериленд)
Делмар (енгл. Delmar) град је у америчкој савезној држави Мериленд.

## Демографија
По попису из 2010. године број становника је 3.003, што је 1.144 (61,5%) становника више него 2000. године.
| Група             | 2000.         | 2010.         |
| Белци             | 1.353 (72,8%) | 1.975 (65,8%) |
| Афроамериканци    | 395 (21,2%)   | 640 (21,3%)   |
| Азијати           | 23 (1,2%)     | 165 (5,5%)    |
| Хиспаноамериканци | 59 (3,2%)     | 138 (4,6%)    |
| Укупно            | 1.859         | 3.003         |